# Hranice snů
Hranice snů (rusky: Линия Грез) je první knihou stejnojmenné trilogie ruského spisovatele Sergeje Lukjaněnka. Pokračováním je román Vládcové iluzí. Spadá převážně do žánru Space opera.